# クロクスタ
クロクスタ (ノルウェー語: Kråkstad)は、ノルウェー・アーケシュフース県・ノルドレ・フォロ（2020年まではシー市）に所在する村。かつては、独立した自治体であった。
1838年1月1日、Kraakstadの名前で設立。1921年まで同名を使用していたが、これ以降はKråkstadとつづられるようになる。1931年1月1日に、シーが分離独立する。1964年1月1日には、かつて分離したシーに吸収合併され、自治体としては消滅。統廃合を経て現在はアーケシュフース県・ノルドレ・フォロ市内の村となっている。
2006年の時点で、人口は839人。村内には、ノルウェー国有鉄道・エストフォル線の支線である東エストフォル線が通り、クロクスタ駅が所在している。
ノルウェーのサッカー選手で、サッカーノルウェー代表でもあったマルティン・アンドレセンが著名な出身者である。
1990年代初頭には、ブラックメタルバンド・メイヘムのメンバーが村に近い森の中に建てた家で生活していた。この家では、当時のボーカリスト・デッドが自殺を遂げている。
ヴィエンテェン (Vientjern)という名の小さな湖の北の森、クロクスタから数キロ離れた位置には、古いヒルフォートの遺跡が点在している。

## 語源
村の名前は、最初の教会が建てられた場所に存在した古い農場・Kråkstad（古ノルド語：Krákustaðir）に由来する。この農場の名前の内、前半は古い川の名前（Kráka）に由来すると考えられ、後半のstaðirは、「農家、農場」の意味である。この仮説における川の名前、Krákaは、烏の川（烏川）という意味になる。

## ゆかりのある人物
- マルティン・アンドレセン（英語版） - サッカー選手。サッカーノルウェー代表。クロクスタ出身。
- イングリッド・ビョーナー（英語版） - ソプラノ歌手。クロクスタ出身。
- Gorm Kjernli - 政治家。ノルウェー労働党所属。クロクスタ出身。
- メイヘム - ブラックメタルバンド。メンバーが1990年代初頭にクロクスタ近郊で生活していた[1]。
  - デッド - ヴォーカリスト。スウェーデン出身。クロクスタ近郊の家の中で自殺を遂げた[2]。
  - ユーロニモス - Egersund出身。ギタリスト。クロクスタ近郊でデッドと共同生活していた。